# Рота (военно-морская база)
Рота (исп. Rota) — совместная испано-американская военно-морская база в районе одноимённого города. Открыта в 1955 году. Помимо ВМС, здесь также базируются части и подразделения ВВС и морской пехоты США. ВМБ Рота — первый порт, в который заходят корабли ВМС США, направляющиеся в Средиземное море. Рота — один из пунктов базирования 6-го оперативного флота ВМС США.
ВМБ Рота — главная база ВМФ Испании, на которой располагается Центральный штаб испанских ВМС.

## История
В начале 1960-х годов ВМБ Рота была выбрана в качестве места дислокации 16-й эскадры атомных подводных лодок ВМС США (SUBRON 16). Американские ПЛАРБ из состава 16-й эскадры приступили к боевому патрулированию в Средиземном море в марте 1963 года. Американское командование морскими операциями разместило SUBRON 16 в Роте с 28 января 1964 года при участии плавбазы подводных лодок USS Proteus (AS-19). Первой осуществила патруль и пополнение припасов в Роте субмарина USS Lafayette (SSBN-616).

## Компонент Европейской системы ПРО
ВМБ Рота станет одним из элементов Европейской системы противоракетной обороны, создаваемой США. Здесь будут на постоянной основе размещены четыре ракетных эсминца класса «Arleigh Burke» (DDG-51), оснащённые многофункциональной БИУС «Иджис». Договорённость об этом была достигнута в конце 2011 года. Первые два эсминца будут переведены на базу в 2014 финансовом году, следующие — через год. Эти боевые корабли будут задействованы не только в Европейской системе ПРО, но и в случае необходимости могут быть переброшены в распоряжение Центрального командования ВС США, то есть в регион Персидского залива и Аравийского моря.

## В художественной литературе
Военная база Рота упоминается в автобиографическом романе Виктора Суворова «Аквариум». Главному герою удалось завербовать работника с этой базы, и тот согласился «написать книгу о подлодках на базе Рота» в крайне ограниченном тираже для советской военной разведки.